# NGC 5810
NGC 5810 is een balkspiraalstelsel in het sterrenbeeld Weegschaal. Het hemelobject werd in 1888 ontdekt door de Amerikaanse astronoom Ormond Stone.

## Synoniemen
- ESO 581-18
- MCG -3-38-46
- IRAS 14598-1740
- PGC 53711